# حزر (حبيش)

تعديل مصدري - تعديل

حزر محلة تابعة لقرية الصافية، التابعة لعزلة بني الضاحتين بمديرية حبيش إحدى مديريات محافظة إب في الجمهورية اليمنية، بلغ تعداد سكانها 84 حسب تعداد اليمن لعام 2004.